# Borga, Antarktis
Borga är ett berg i Antarktis. Det ligger i Östantarktis. Norge gör anspråk på området. Toppen på Borga är 2 594 meter över havet, eller 788 meter över den omgivande terrängen. Bredden vid basen är 10,4 km.
Terrängen runt Borga är huvudsakligen kuperad, men åt sydost är den bergig. Trakten är obefolkad. Det finns inga samhällen i närheten. 